# Peter II av Aragonien
Peter II av Aragonien, född juli 1178 i Huesca, död 13 september 1213 i Muret, var kung i Aragonien. Han var son till Alfons II, som han efterträdde 1196.
Han var märklig både som kung, riddare och trubadur. Peter II kröntes 1204 i Rom och mottog då Aragonien som län av påvestolen. Tillsammans med Kastiliens och Navarras kungar slog han 1212 tillbaka almohaderna och stupade följande år, när han sökte hjälpa albigenserna i södra Frankrike mot Simon de Montfort.